# Battaglia di Tanagra (457 a.C.)

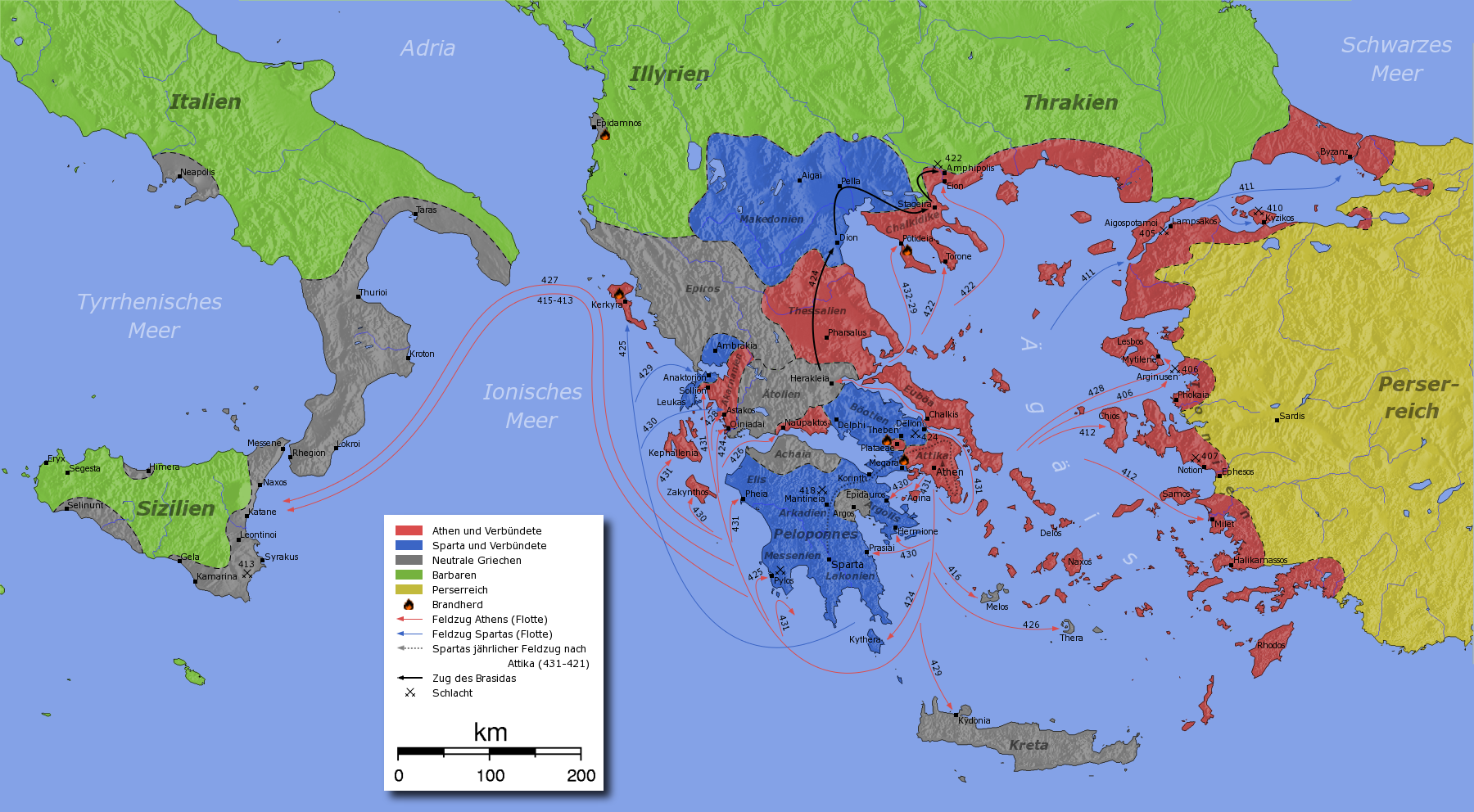
Carta Geografica: luoghi della battaglia

La battaglia di Tanagra è stata un'importante battaglia della prima guerra del Peloponneso, combattuta nel 457 a.C. tra Sparta e Atene.

## Cause del conflitto
Finito l'assedio sul monte Itome, con l'accordo di lasciare in vita gli iloti ribelli, poi trasferitisi a Naupatto, protetti dagli ateniesi, l'eforato decise di contrastare il potere di Atene cercando un'alleanza con i beoti. Ciò avrebbe permesso agli spartani di creare uno Stato cuscinetto fra l'Attica e la Tessaglia.
Il modo migliore per garantirsi l'alleanza dei Beoti era riportare Tebe alla guida della lega beotica, dato che la città (che aveva perso la sua leadership dopo le guerre persiane), avrebbe poi avuto un notevole debito nei confronti degli Spartani.
L'occasione di inviare un esercito per ripristinare il potere di Tebe sulla regione si ebbe quando la Doride (tradizionalmente considerata la patria ancestrale degli Spartiati) chiese aiuto perché attaccata dalla Focide.
Nicomede, reggente del re Plistonatte al comando di millecinquecento spartani e diecimila opliti peloponnesiaci schiacciò l'esercito focese. Venne poi a contatto con i nemici di Pericle ad Atene, i quali lo esortarono ad attaccare la città sguarnita (le mura erano in costruzione e il grosso delle truppe erano impegnate ad assediare Egina e Menfi). L'esitazione del re permise allo stratega ateniese di accorpare un esercito di tredicimila uomini, a cui si unì un contingente di mille argivi ora suoi alleati e la cavalleria tessale.
Il contingente spartano pare fosse stato forzato allo scontro in ogni caso, indipendentemente dal fatto che fosse sobillato dagli ateniesi nemici di Pericle, poiché per ammissione dello stesso Tucidide gli ateniesi l'avevano inizialmente lasciato passare, ostruendo poi la via del ritorno grazie al controllo esercitato sull'istmo di Corinto. In quest'ottica apparirebbe più chiara la volontà ateniese di annientare il contingente peloponnesiaco (vulnerabile perché isolato dalla madrepatria), invece dell'apparente casualità con cui l'autore antico sembra presentarci questi eventi, e tanto meno sembrerebbero gli spartani a cercare lo scontro diretto con Atene, come invece viene supposto da molti storici. Il fatto stesso che i peloponnesiaci abbiano tergiversato in Beozia, e che dopo la vittoria sugli ateniesi abbiano abbandonato l'Attica senza puntare su Atene, sembra confermare la tesi che dopo avere sconfitto i focesi e risistemato l'area secondo equilibri a loro favorevoli l'obiettivo spartano fosse solamente quello di tornare nel Peloponneso.

## La battaglia
Nel maggio del 457 a.C. gli ateniesi mossero loro incontro, decisi a dare battaglia. È proprio in questa occasione che la fiducia riposta nella cavalleria tessale, rinomatissima per la sua potenza e considerata l'arma in più a disposizione degli ateniesi, venne meno, perché essa si impegnò prima e durante lo scontro ad attaccare un convoglio di rifornimenti ateniese; questo tradimento, evidentemente concordato con gli spartani, portò scompiglio fra gli ateniesi e probabilmente distolse le loro forze a sufficienza da permettere ai peloponnesiaci, sopraggiunti poco dopo, di ottenere la vittoria, seppure a prezzo di perdite consistenti.
La vittoria parziale non permise loro però un attacco diretto alla città dell'Attica, che probabilmente non era mai stato il reale obiettivo dell'esercito spartano, cosicché l'unica conseguenza diretta dello scontro fu che la Beozia tornò sotto il controllo di Tebe, alleata di Sparta. Inoltre, sulla via del ritorno, gli spartani si dedicarono a depredare i territori di Megara, nell'orbita di alleanze di Atene, liberando i passi sull'istmo dal controllo della città attica giusto il tempo necessario a fare ritorno in patria.

### Cimone
Anche Cimone vi prese parte con l'intenzione di mostrare con i fatti di non essere un filospartano e quindi di fare capire agli ateniesi il loro errore nell'averlo ostracizzato. Ma il Consiglio dei Cinquecento, venutolo a sapere, ebbe paura, poiché gli avversari di Cimone sparsero la voce che era venuto con l'intenzione di guidare gli spartani ad Atene. Venne quindi proibito ai generale di fargli prendere parte allo scontro. Egli accettò la decisione, ma prima pregò i suoi concittadini di riuscire, con il loro comportamento in battaglia, a dissipare l'accusa che gli veniva mossa contro, così prese la panoplia e la pose nel mezzo della propria squadra; gli opliti si lanciarono tutti in una gara appassionata per impossessarsene.
Dopo questo fatto la città non continuò più la sua ostinazione contro Cimone. Infatti a Tanagra gli ateniesi ricevettero una grave sconfitta, e si aspettavano, per la primavera dell'anno seguente, l'invasione dei peloponnesiaci. La paura di un assedio convinse gli Ateniesi a richiamare subito dall'esilio Cimone, il quale ritornò grazie al decreto di amnistia proposto da Pericle. Subito dopo il suo ritorno, conclusa la guerra, Cimone nel 451 a.C. riconciliò Sparta con Atene.